# Manuel Aceves
Manuel Aceves   (valor desconegut - valor desconegut) va ser un argenter i diamantista espanyol.
Manuel Ossorio l'esmenta com a gravador de metalls resident a Sevilla. El 1860 consta a una guia de la capital andalusa en la categoria d'orfebre i argenter. Segons una guia de 1865 apareix tant com argenter com diamantista amb botiga al carrer de Chicarreros, 4 i 5. Encara consta al mateix carrer com a diamantista el 1875. Va ser confrare de la confraria de Sant Eloi dels Argenters de Sevilla. De les seves obres, es coneix el pas o templet d'argent d'estil neogòtic de la Mare de Déu de la Serra de 1858, que es conserva a Còrdova, i segons Ossorio el 1868 va treballar en una corona d'argent que van regalar diversos socis del Casino de Sevilla al dramaturg Enrique de Cisneros.